# Boleslav Jablonský

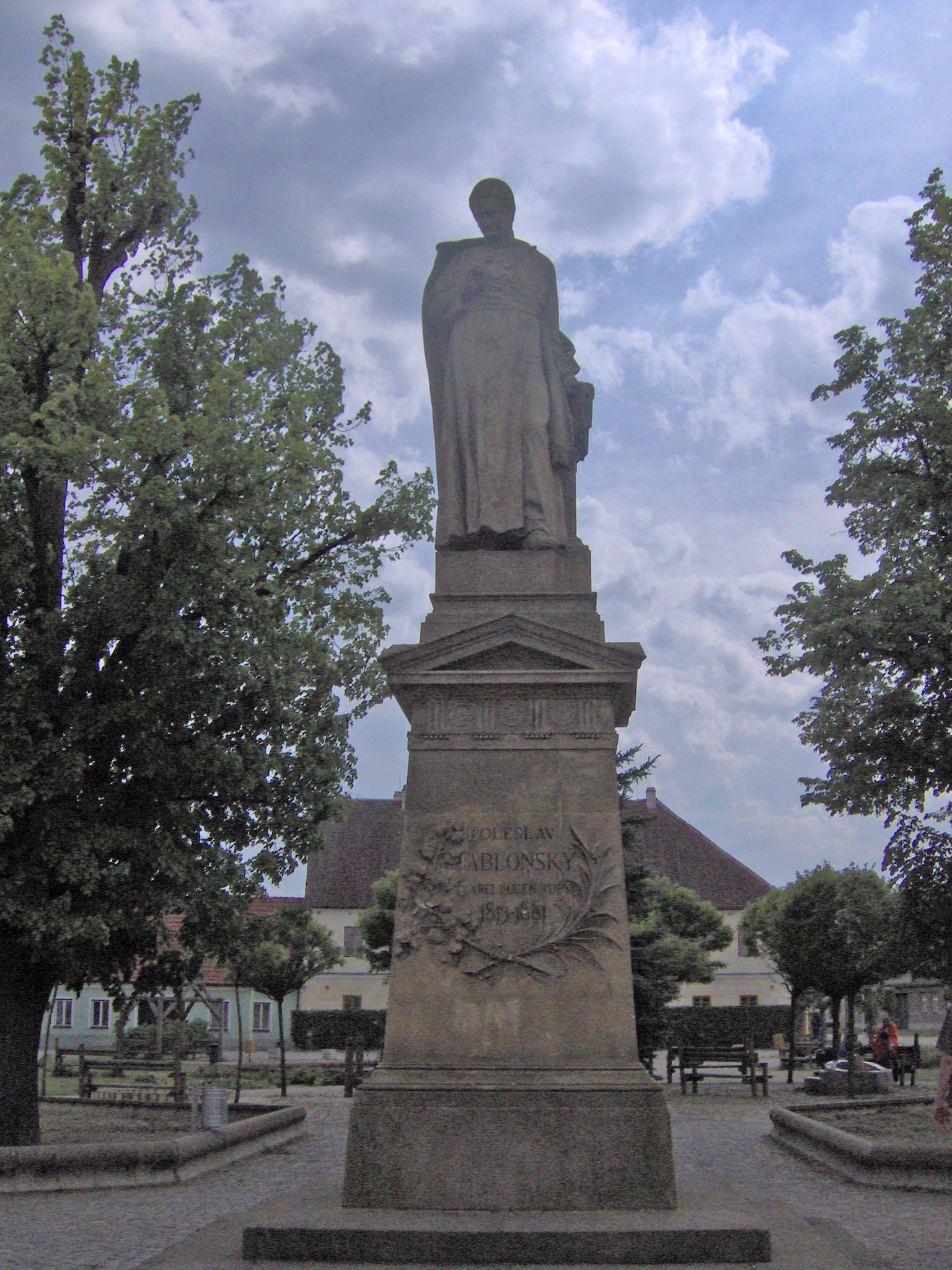
Socha Boleslava Jablonského v rodné Kardašově Řečici

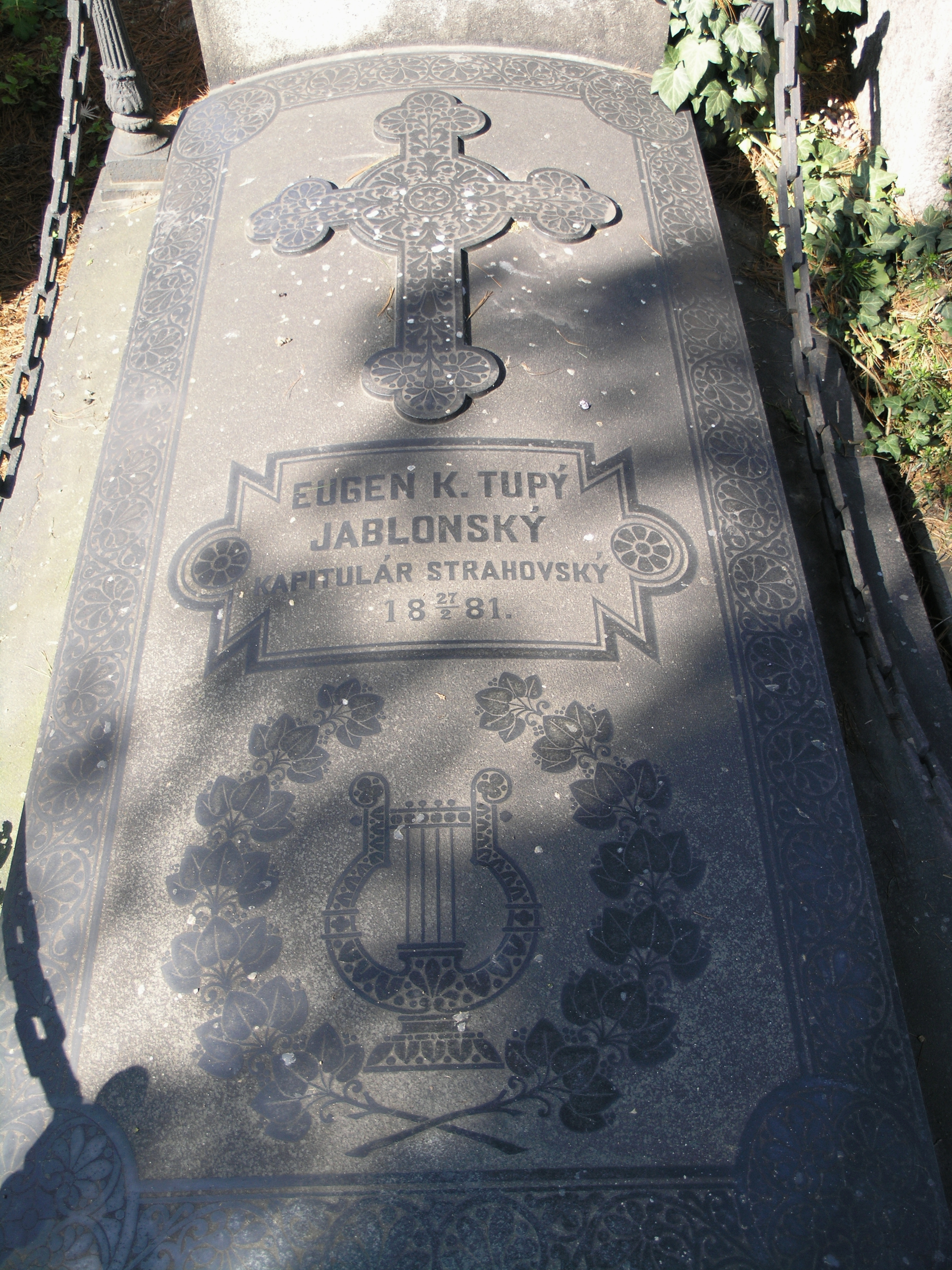
Eugen K. Tupý Jablonský (Vyšehradský hřbitov)

Boleslav Jablonský, vlastním jménem Karel Tupý, řádovým jménem Karel Eugen Tupý (14. ledna 1813 Kardašova Řečice – 27. února 1881 Zwierzyniec), byl český obrozenecký básník, katolický kněz a národní buditel. Proslul hluboce procítěnými milostnými a vlasteneckými básněmi a jeho dílo patří k počátkům romantismu v české literatuře.

## Život
Po gymnáziu v Jindřichově Hradci studoval filosofii v Praze. Na filosofických studiích přilnul k českým literárním vlastencům soustředěným kolem Josefa Kajetána Tyla a podílel se na jejich činnosti v Kajetánském divadle. Vstoupil do Strahovského kláštera, kde přijal svůj literární pseudonym.
Po vysvěcení na kněze působil v letech 1843–1847 jako kaplan v Radonicích nad Ohří. V té době vydal řadu básní, které byly publikovány ve sbírkách Písně milosti a Moudrost otcovská a které ve své době však patřily k vrcholům česky psané lyrické poezie. V jeho básnické tvorbě převažovala milostná lyrika, později se orientoval především na vlasteneckou a didaktickou poezii.
V roce 1847 byl jmenován správcem kláštera Zwierzyniec blízko Krakova v Polsku, kde se později stal proboštem. V Polsku byl také pohřben, později byly jeho ostatky převezeny na Vyšehradský hřbitov do Prahy.

## Dílo

### Básnické sbírky
- Básně smíšené (obsahuje mj. U nás jináče! a V Pátku nad Ohří)
- Básně Boleslava Jablonského (1881) [2]
- Básně s podobiznou básníkovou (1893) [3]
- Písně milosti (1917) [4]
- Moudrost otcovská (1921) [5]

### Básně
- Co nejkrásnější
- Máj
- Podobenství
- Rozmanitosť jazykův

### Další díla
- Čítanka pro třetí třídu nižšího gymnasia (1857) obsahuje několik básní Boleslava Jablonského
- Slowa wděčnosti a přátelstwj k swátkům narozenj, gmenin a nowého roku, s připogenau sbjrkau nápisů do listů památnjch (1836) [6]

## Díla oautorovi
- Karel Václav Rais: Boleslavu Jablonskému – báseň („pomněnka“) ze souboru Vzkazy vlastenecké (1885)